# Sypniewo (Powiat Makowski)
Sypniewo ist ein Dorf und Sitz der gleichnamigen Gemeinde im Powiat Makowski der Woiwodschaft Masowien, Polen.

## Gemeinde
Zur Landgemeinde Sypniewo gehören 30 Ortschaften mit einem Schulzenamt:
Batogowo
Biedrzyce-Koziegłowy
Biedrzyce-Stara Wieś
Boruty
Chełchy
Chojnowo
Dylewo
Gąsewo Poduchowne
Glącka
Glinki-Rafały
Jarzyły
Majki-Tykiewki
Mamino
Nowe Gąsewo
Nowe Sypniewo
Nowy Szczeglin
Olki
Poświętne
Rawy
Rzechowo-Gać
Rzechowo Wielkie
Rzechówek
Sławkowo
Stare Glinki
Strzemieczne-Sędki
Sypniewo
Szczeglin Poduchowny
Zalesie
Zamość
Ziemaki
Weitere Orte der Gemeinde sind Gutowo und Różanica.